# コメルツ銀行
コメルツ銀行（コメルツぎんこう、独: Commerzbank AG）は、ドイツのフランクフルト・アム・マインに本社を持つメガバンク。2023年現在、ドイツで3番目の預金高を持つ銀行である。
1870年創業当初から貿易金融を担い、外資による国際政治と深く関係してきた。

## 沿革

### 貿易金融へのこだわり
1870年2月26日、ハンブルクのコメルツ銀行はM・M・ヴァールブルク&COをふくむ地元資本家らが創業した。中には注意の必要な出資者が二人いるので説明する。一人目はコンラート・ハインリヒ・ドナー三世（Conrad Hinrich Donner III）である。祖先の一世（Corad Hinrich Donner）はデンマーク領事を父に150ものタバコ工場を経営した。そしてハンザ貴族（Hanseaten）の庇護をうけて海運業へ進出した。このハンザ貴族とはゴドフロイ（Johann Cesar VI. Godeffroy）のことであり、キューバやコーチシナと貿易し鉱業まで経営する男であった。彼はコンラート・ハインリヒ・ドナー三世とも仕事をした。さてもう一人の要注意出資者とはルートヴィヒ（Ludwig Erdwin Amsink）であり、ハンザ貴族と姻戚なのである。彼は1850年ニューヨークへ会社を設立した（L.E. Amsink & Co.）。1872年、コメルツ銀行はルートヴィヒの会社を通じてロンドンに新しい銀行をつくった（London and Hanseatic Bank, 50％支配）。合衆国で貿易金融の整備が遅れていたからである。この銀行は、ミューチュアル生命のギャランティ・トラスト・カンパニーが1897年にロンドンへ進出してくるまで活躍した。ミューチュアル生命は1906年のアームストロング法以降、対独資本を大規模に提供した。

### バーゼルのドレフュス
1889年、コメルツ銀行は独亜銀行の創設に加われなかった（Deutsch-Asiatische Bank, 香港上海銀行と下関条約賠償金を融資）。コメルツ銀行は東アジア貿易よりも、ロシア・オーストリア商圏や大西洋貿易をとったのである。1892年、ベルリン支店を開いた。1897年フランクフルト支店とも協力し、バーゼル資本のドレフュス商会（Dreyfus Söhne & Cie.）フランクフルト支店（J. Dreyfus & Co.）を買収した。1905年、ベルリナー銀行（Berliner Bank）を併合してベルリンに本店を移した。もっとも登記上は第二次世界大戦までハンブルクということになっていた。1908-9年ごろ、コメルツの主力はドレフュスを統合したコメルツ割引銀行であり（Commerzbank- und Disconto-Bank）、これがやはりハンブルクにあったのである。これは内紛であった。20世紀を通じてアメリカ経済に影響力をもち、メロン財閥へ接近してゆくドレフュスである。コメルツにおける発言力も相当なもので、フランクフルト支店を清算して自分の会社へと再生してしまったのである。コメルツとは1904年に正式な合意を交わして、資産は1909年にかけて移管された。このドレフュスを代表的なチャンネルとしてアメリカ資本がドイツ帝国へ投下されてゆき、保険とライフラインの複合したコンツェルンを誕生させた。

### チェース・ナショナル
第一次世界大戦中、膨大な社債発行により軍事力を増強するため、帝国は大銀行をして引受させた。このためドイツでは否応なしに銀行同士の統合が進み、ドレフュスの支配力が脅かされた。ドレスナー銀行をコルレスバンクとするジョン・モルガンも同様の立場にあった。そしてアメリカは参戦し、ドイツの制海権を壊滅させた。ヴェルサイユ条約による賠償債務をめぐる交渉を通じて、ゼネラル・エレクトリックをリーダーとするアメリカ資本はドイツへの支配権を取り戻した。コメルツ銀行は1920年代を通じて吸収合併を伴いながら経営を拡大した。そしてヴァイマル共和政にアメリカ資本を輸入する窓口を提供した。1927年チェース・ナショナル（現JPモルガン・チェース）から2000万ドルを輸入、翌年には外交政策の一環によりチェース・ナショナルと共同出資でモーゲージ貸付をはじめたのである（General Morgage and Credit Corporation）。クレディタンシュタルト破綻に始まる恐慌においては、1920年に吸収してあったマクデブルクのプリファト銀行（Mitteldeutschen Privatbank AG）が二行と合併した（Barmer Bankverein, Fischer & Comp）。
新たな戦争を目的としたかはともかく、ドイツはスイスとも接近していた（IG・ファルベンインドゥストリー）。

### AEGをシュナイダーに
第二次世界大戦中、コメルツ銀行はドイツ軍の占領地域に新しく支店を開設していった。資本参加を通じて勢力を拡大したドレスナー銀行とは対照をなし、コメルツの小規模な前衛支店は終戦が近づくにつれて閉鎖されていった。1945年に敗戦するとコメルツの支店が東ドイツに接収された。前節の戦間期ビジネスを考えれば当然であるが、占領軍はコメルツ銀行の戦犯性を軽視した。しばらく西ドイツ政府は連合軍の経済力集中排除政策に形だけ反対していた。1948年、ナイ委員会に貢献したアルジャー・ヒスが証言のみを証拠に赤狩りの犠牲となり、マハトマ・ガンディーも暗殺され、IGファルベン関係者が釈放された。通貨改革と朝鮮戦争は西ドイツの労働運動を刺激した。1952年、コメルツは財閥解体の対象となった。ドレスナーもドイツ銀行も形だけ事業分割がなされた。コンラート・アデナウアーは、少なくとも三年間は再統合させないと約束した。1954年NATO参加国が西欧同盟に参加してくると、AEGに見られるよう、西ドイツは逆コースへ急展開してインドなどへ輸出を伸ばした。1955年、アデナウアー宣言が期限切れとなり三大銀行の組織計画が浮上した。コメルツは1958年7月1日に復活して、本店をデュッセルドルフに置いた。コメルツは1962年までに戦前の支店を回復していった。ユーロ債市場が台頭しようとしていた1967年、ICBL（International Commercial Bank in London）の創設に参加した。共同出資者の筆頭はメロン系のアーヴィング（Irving Trust）であり、他にはシカゴの国法銀行（First National Bank of Chicago, バンク・ワンを経て現JPモルガン・チェース）、ウェストミンスター（Westminster Bank）、香港上海銀行が参加した。1969年、ルクセンブルクに最大の海外拠点としてコメルツバンク・インターナショナルを設立した。1967年に出してあったニューヨークの代理店は1971年リニューアルした。ニクソン・ショックがマルクを暴騰させた1970年代に、コメルツは世界中へ支店を開き、会社の中枢を段階的にフランクフルトへ移管していった。コメルツは工業にも参加した。1975年1月、GHH（現MAN）の主要株主となり、これをきっかけにアリアンツとのコネで保険事業も手がけるようになった。1975年末、コメルツはドレスナーやバイエルンLB（Bayerische Landesbank）および他五行からなるシンジケートに参加し、ドイツ銀行が保有するダイムラー・ベンツ株25％を皆で買収した。1980年、コメルツはカウフホフ（Kaufhof）株32％をUBSとメトロに売却した。カウフホフは2015年ガレリアというブランド名でハドソン湾会社に売却された。

### 世界金融危機まで
1984年ケンピンスキー株を売却してサウジのオイルマネーを手に、コメルツはノンバンク事業から撤退した。1988年、レオンバーガー金庫（Leonberger Bausparkasse）という貯蓄貸付組合の株を40％買った。1987年、オフショア市場として開放されたばかりの東京に証券窓口を設置した。翌年ニューヨークにも展開し、マイケル・ミルケンが逮捕されるまでビッグ・ビジネスを仲介した。ブームが去ってからはドイツ再統一を機会に旧東ドイツで金融網を拡大した。たった一年で120支店を林立させたのである。1993年に欧州連合が誕生し、コメルツは今まで以上に国際ビジネスへ力を入れるようになった。1995年、ジュピター（Jupiter Tyndall Group PLC）株の75％を買収した。ジュピターはミューチュアル・ファンドである。ファンド・マネージャーはマーク（Mark Tyndall）など、フレンズ生命（Friends Provident, 2015年からアビバ）が保有するファンド（Ivory & Sime）の出身であった。
コメルツは金融ビッグバンと連動して日本経済に深く根を張った。磐石かに見えたコメルツであったが、試練もあった。クレメンス・フェダー（Clemens Vedder）らの、よく組織された株主集団がコメルツの経営方針に対して異議を唱えたのである。2000年に彼らは欧州の国外にある銀行との合併を優先するべきだと主張して運動するようになった。それでコメルツはサンタンデール銀行やクレディ・リヨネとかウニクレディトをあたったが、ドレスナーとも交渉した。
コメルツはドレスナー出身のマーティン・ブレッシング（Martin Blessing）を活躍させた。彼の祖父カール・ブレッシング（Karl Blessing）は、国際決済銀行とライヒスバンクでキャリアを積み、ドイツ・ユニリーバ社長を務めた重鎮であった。2002年、ユーロヒポ（Eurohypo）というモーゲージ・プールをドレスナーおよびドイツ銀行と組成した。2005年11月、コメルツはドレスナーから株を買い受けてユーロヒポの支配権を握った。ユーロヒポの組成と買収の間に、コメルツは多数の吸収合併を果した。シュミット銀行（Schmidtbank）やBRE（BRE Bank）である。ユーラシア天然資源開発（Eurasian Natural Resources Corporation, カザフスタンの西欧利権）のメーメット・ダルマン（Mehmet Dalman）が抜けてコメルツは行き先を見失いかけたが、2007年にエッセン抵当銀行（Hypothekenbank in Essen AG）を完全買収し調子を取り戻した。2008年8月31日、ドレスナー銀行を2009年末までに98億ユーロ（約1兆5600億円）で買収、ついでにアリアンツとの資本面、業務面での提携を発表、ドレスナー銀行の買収は2009年5月11日に完了した。合併後の総資産は2007年12月末ベースで約177兆円となった。
2002年から2008年にかけて、アメリカの制裁対象国となっているイランやスーダンとの取引を行うため、制裁対象の機関に代わり、アメリカの金融システム上で資金を動かすなどの違法行為をしていた。また、オリンパス事件に関連する取引について、アメリカ当局に報告しなかった。他に、コメルツ銀行のニューヨーク支店が資金洗浄に関与した事も発覚している。これらの行為について、コメルツ銀行は2015年3月12日、アメリカ当局に14億5000万ドルを支払うことで合意し、和解が成立した。

### MBS公開処刑の前後
コメルツは2009年初頭にドイツ政府から100億ユーロの公的資金を注入され、同年5月ロンドンに保有する資産を整理していたことが報道された。2010年欧州ソブリン危機もあって、2011年春から注入された資金を政府に返済するようになった。同年11月ギリシャから資金を引き上げ、2012年3月にユーロヒポ再建に追われ、同年11月にはレイオフにまでおよんだ。2013年5月13日付フィナンシャル・タイムズの報道によると、このころコメルツは25億ユーロのライツイシューを格安で発行すると表明していた。政府の持分（エクイティ）は25％あったが、ライツイシューの発行で支配率を20％へ下げた。新BIS規制によりドイツ銀行との競争はコメルツにとってシビアなものとなっていた。2014年9月末、コメルツにアメリカがリストラせよと圧力をかけた。同年11月19日付ウォールストリート・ジャーナルでは、コメルツが大口案件を貸し渋って欧州中央銀行から罰金を課されたことが報じられた。支配者の入れ替わりが見えにくい形で、コメルツの株主とポートフォリオの分解が進んだ。
2015年12月29日ウォールストリート・ジャーナルが報じたところによると、コメルツ銀行は住宅ローン担保証券（MBS）に関連し計上した20億ドル近い損失の賠償を求め提訴した。法定文書に記された被告は、ドイツ銀行のアメリカ子会社（Deutsche Bank National Trust）、バンク・オブ・ニューヨーク・メロン、ウェルズ・ファーゴ、HSBCのアメリカ子会社（HSBC Bank USA）であった。MBSをファンドに組んで危険性を隠し販売する行為の違法性は、数々の判例により国際的に認められていった。しかし、コメルツに関しては豪快な「示談」が成立するかもしれない。ブルームバーグ2017年10月24日付の報道によれば、コメルツはゴールドマン・サックスとロスチャイルドを金融顧問に起用した（ソースはフィナンシャル・タイムズ、匿名筋）。ブルームバーグは同年11月15日付で、サーベラス・キャピタル・マネジメントがドイツ銀行の大株主となったことを報じた。この記事によると、サーベラスはドイツ銀株約3％とコメルツ銀行株約5％を保有、コメルツ銀は身売りを模索しており、一部アナリストや投資家の間では、サーベラスがドイツ銀とコメルツ銀の統合を推し進めるのではないかとの観測がなされている。

## 日本におけるコメルツ銀行
1961年に駐在員事務所を開設、1977年に東京に支店を開業している。日本における統一金融機関コードは0461。
なお、日本の子会社であったコメルツ投信投資顧問は、2007年11月にフォルティス傘下のフォルティス・アセットマネジメントとなり、その後2010年にBNPパリバ・アセットマネジメントと事業統合した。